# Sabine Ebert

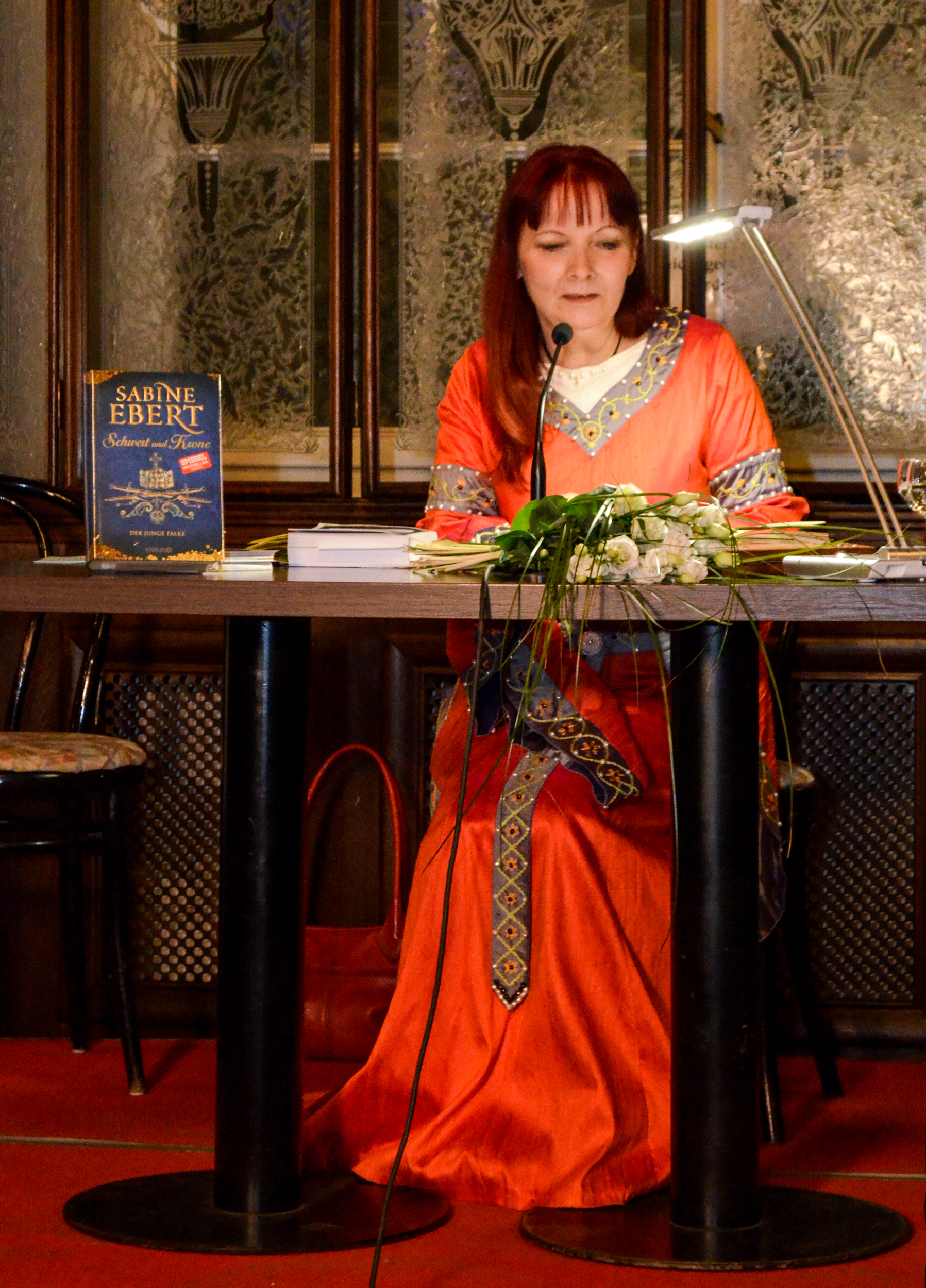
Buchpremiere von Schwert und Krone – Der junge Falke (2017)

Sabine Ebert (* 16. April 1958 in Aschersleben, Bezirk Halle, DDR) ist eine deutsche Journalistin und Romanautorin.

## Leben
Sabine Ebert wuchs in Ost-Berlin auf. Sie absolvierte ihr journalistisches Volontariat in Magdeburg und studierte in Rostock Lateinamerika- und Sprachwissenschaften.
In ihrer Wahlheimat Freiberg/Sachsen war sie 1990 Mitbegründerin der ersten unabhängigen Zeitung der Stadt, deren Redaktion sie mehrere Jahre leitete. Ab 1995 war sie freiberuflich für Tageszeitungen, Fernsehen und Hörfunk tätig und veröffentlichte darüber hinaus eine Reihe von Sachbüchern zur Geschichte Freibergs, darunter das Freiberger Jahrbuch (1991–2006), das die wichtigsten regionalen Ereignisse des Jahres zusammenfasst.
Im Jahr 2006 erschien Sabine Eberts Romandebüt im Knaur-Verlag, Das Geheimnis der Hebamme, Auftakt einer fünfbändigen Saga über die Siedlerzüge in den Osten und die ersten Silberfunde im Erzgebirge zur Zeit Barbarossas, mit Hedwig von Meißen und dem Geschlecht der Wettiner als wesentlichen Handlungsträgern. Insgesamt sollen sich die Bücher über 2,5 Millionen Mal verkauft haben.
2013 erschien aus Anlass des 200. Jahrestages der Leipziger Völkerschlacht der Roman 1813 – Kriegsfeuer. Die Fortsetzung 1815 – Blutfrieden (2015) behandelt die Zeit unmittelbar nach der Völkerschlacht bis zum Wiener Kongress sowie der Schlacht bei Waterloo.
Anfang 2017 erschien ihr Roman Schwert und Krone – Meister der Täuschung als Auftakt einer Romanreihe über die Machtkämpfe der einzelnen deutschen Fürstenhäuser im 12. Jahrhundert und den Aufstieg Friedrich Barbarossas. Band 2, Schwert und Krone – Der junge Falke, erschien am 2. November 2017. Die Reihe schloss die Autorin mit dem fünften Buch Schwert und Krone – Preis der Macht ab. Damit erzählte sie Geschichte von 1137 bis 1198. Die oben erwähnte Hebammen-Saga wird damit zu einem Teil des fünften Bandes. Diese Verknüpfung von zwei ungefähr gleich umfangreichen Pentalogien macht die Besonderheit ihrer historischen Romane aus.
Eine weitere Fortsetzung wurde mit Der Silberbaum – Die siebente Tugend im September 2023 begonnen.
Alle bisher von ihr veröffentlichten historischen Romane standen wochenlang auf den Spiegel-Bestsellerlisten. Ihre Bücher haben sich bisher 3,5 Millionen Mal verkauft. Einige wurden in mehrere Sprachen übersetzt, so ins Polnische, Tschechische, Ungarische und Litauische.
Sabine Eberts Debütroman Das Geheimnis der Hebamme wurde verfilmt (Regie: Roland Suso Richter) und am Karfreitag 2016 von der ARD ausgestrahlt. Der Stoff wurde auch für ein Theaterstück (Regisseurin: Odette Bereska) der Landesbühnen Sachsen auf der Felsenbühne Rathen verwendet. Die Uraufführung fand am 8. Juni 2018 statt.
Seit November 2018 lebt Sabine Ebert in Dresden-Altstadt, nachdem sie vorher in Leipzig gewohnt hatte.

## Auszeichnungen
- 2009 LovelyBooks Leserpreis in der Kategorie Historischer Roman für Blut und Silber

## Werke

### Die Hebammen-Saga
- Das Geheimnis der Hebamme.  Droemer Knaur, München 2006, ISBN 978-3-426-63412-7.
- Die Spur der Hebamme. Droemer Knaur, München 2008, ISBN 978-3-426-63695-4.
- Die Entscheidung der Hebamme. Droemer Knaur, München 2008, ISBN 978-3-426-63835-4.
- Der Fluch der Hebamme. Droemer Knaur, München 2010, ISBN 978-3-426-50606-6.
- Der Traum der Hebamme. Droemer Knaur, München 2011, ISBN 978-3-426-63837-8.

### Die Erben der Hebamme
- Der Silberbaum. Die siebente Tugend. Droemer Knaur, München 2023, ISBN 978-3-426-22789-3.

### Das Barbarossa-Epos
- Schwert und Krone – Meister der Täuschung. Droemer Knaur, München 2017, ISBN 978-3-426-65412-5.
- Schwert und Krone – Der junge Falke. Droemer Knaur, München 2017, ISBN 978-3-426-65413-2.
- Schwert und Krone – Zeit des Verrats. Droemer Knaur, München 2018, ISBN 978-3-426-65445-3.
- Schwert und Krone – Herz aus Stein. Droemer Knaur, München 2019, ISBN 978-3-426-22662-9.
- Schwert und Krone – Preis der Macht. Droemer Knaur, München 2020, ISBN 978-3-426-22710-7.

### Sonstige Romane
- Blut und Silber. Droemer Knaur, München 2009, ISBN 978-3-426-66288-5.
- 1813 – Kriegsfeuer. Droemer Knaur, München 2013, ISBN 978-3-426-65214-5.
- 1815 – Blutfrieden. Droemer Knaur, München 2015, ISBN 978-3-426-65272-5.
- Die zerbrochene Feder. Droemer Knaur, München 2021, ISBN 978-3-426-22711-4.